# انکانا
انکانا (به انگلیسی: Encana) شرکت نفت و گاز کانادایی است، که در زمینه تولید و توزیع نفت خام، گاز طبیعی و گاز مایع فعالیت می‌کند.
شرکت انکانا در سال ۲۰۰۲ از ادغام ۲ شرکت پن‌کانادین انرژی و آلبرتا انرژی کمپانی تشکیل شد و در سال ۲۰۰۹ بخش نفت و گاز از یکدیگر تفکیک شدند، که از دارایی‌های بخش نفت؛ شرکت سنووس انرژی تأسیس شد. بخش گاز نیز همچنان با نام انکانا به فعالیت خود ادامه داد. در حال حاضر شرکت انکانا با تولیدی معادل ۳٫۳ میلیارد فوت مکعب گاز در روز، بزرگترین تولید کننده گاز طبیعی در کانادا می‌باشد. این شرکت همچنین روزانه ۲۴ هزار بشکه میعانات گازی تولید می‌کند.
دفتر مرکزی شرکت انکانا در شهر کلگری، کانادا قرار دارد و بخشی از سهام آن در بازارهای بورس تورنتو و بورس نیویورک معامله می‌شود.